# 4 Lyncis
4 Lyncis är en dubbel- eller multipelstjärna i stjärnbilden Lodjuret. Stjärnan har visuell magnitud +6,07 och är således inte synlig för blotta ögat.